# Cerodontha alpestris
Cerodontha alpestris este o specie de muște din genul Cerodontha, familia Agromyzidae, descrisă de Martinez în anul 1987.
Este endemică în Franța. Conform Catalogue of Life specia Cerodontha alpestris nu are subspecii cunoscute.